# Dracaena guianensis
Dracaena guianensis (nomeada, em inglês, Northern Caiman Lizard ou Guyana Caiman LIzard; em espanhol, Lagarto Cabeza Roja; ou Jacuruxi - BR -, em dialeto indígena) é uma espécie de réptil Squamata da família Teiidae, endêmica da região do rio Amazonas e áreas próximas, com seu holótipo coletado em Caiena, Guiana Francesa, e indo deste país até a Colômbia, Equador e Peru; passando pelos estados brasileiros do Maranhão, Pará, Amapá e Amazonas. Foi classificada em 1801 por François Marie Daudin, que baseou sua descrição em uma figura intitulada "La dragonne", com denominação de Lacerta dracæna (nome anteriormente usado por Linnæus, em 1758, para denominar uma uma espécie de Varanidae), publicada por Lacépède (1788).

## Descrição
Trata-se de um animal de grande porte, com mais de 100 centímetros de comprimento[carece de fontes?], de coloração esverdeada e cabeça amarelada, um pouco alaranjada ou avermelhada, com grandes escamas ovoides (em forma de ovos), formando escudos, em sua face dorsal.

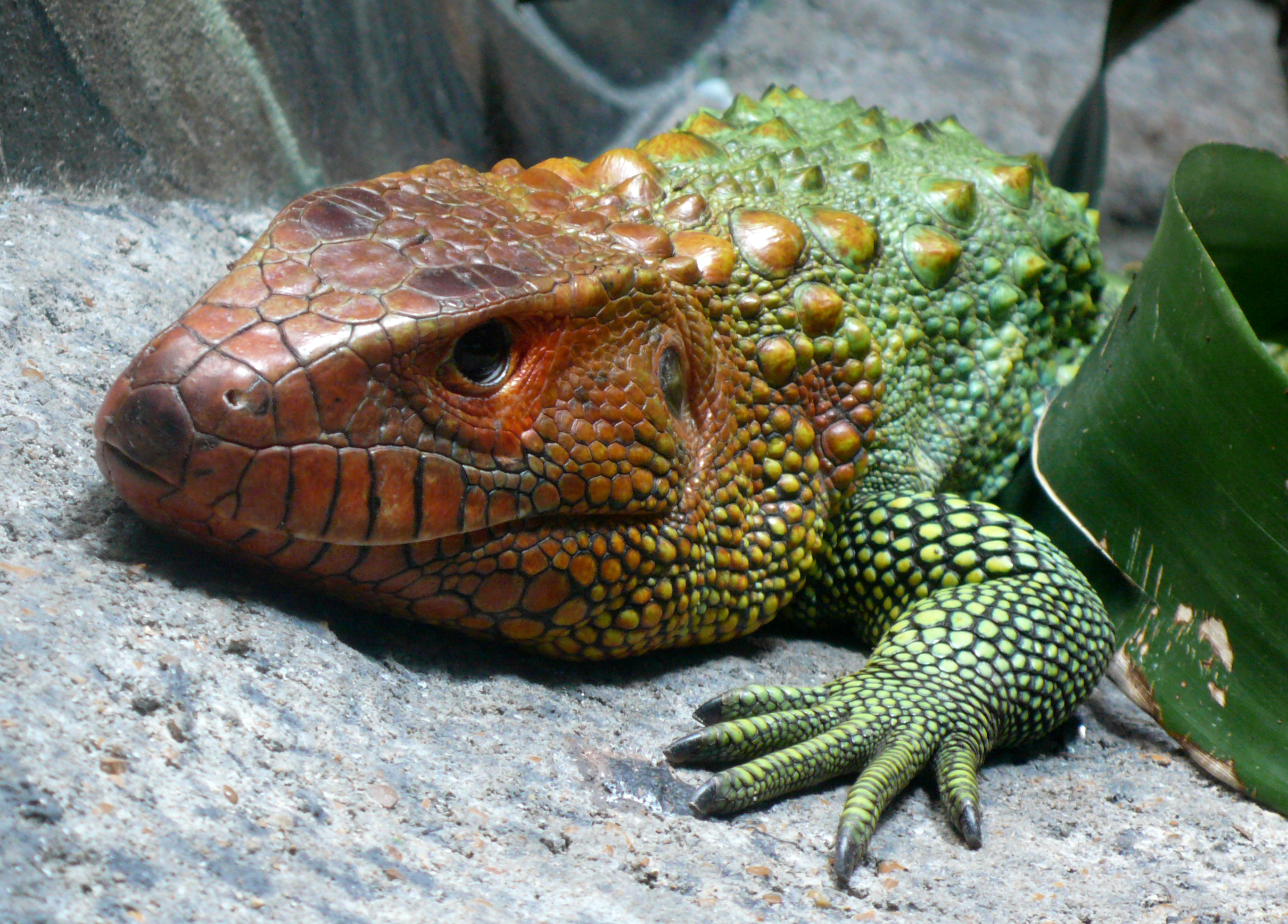
Fotografia da cabeça de Dracaena guianensis (Jacuruxi). Esta espécie exibe dimorfismo sexual extremo, com os machos tendo cabeças que parecem grandes demais para seus corpos.
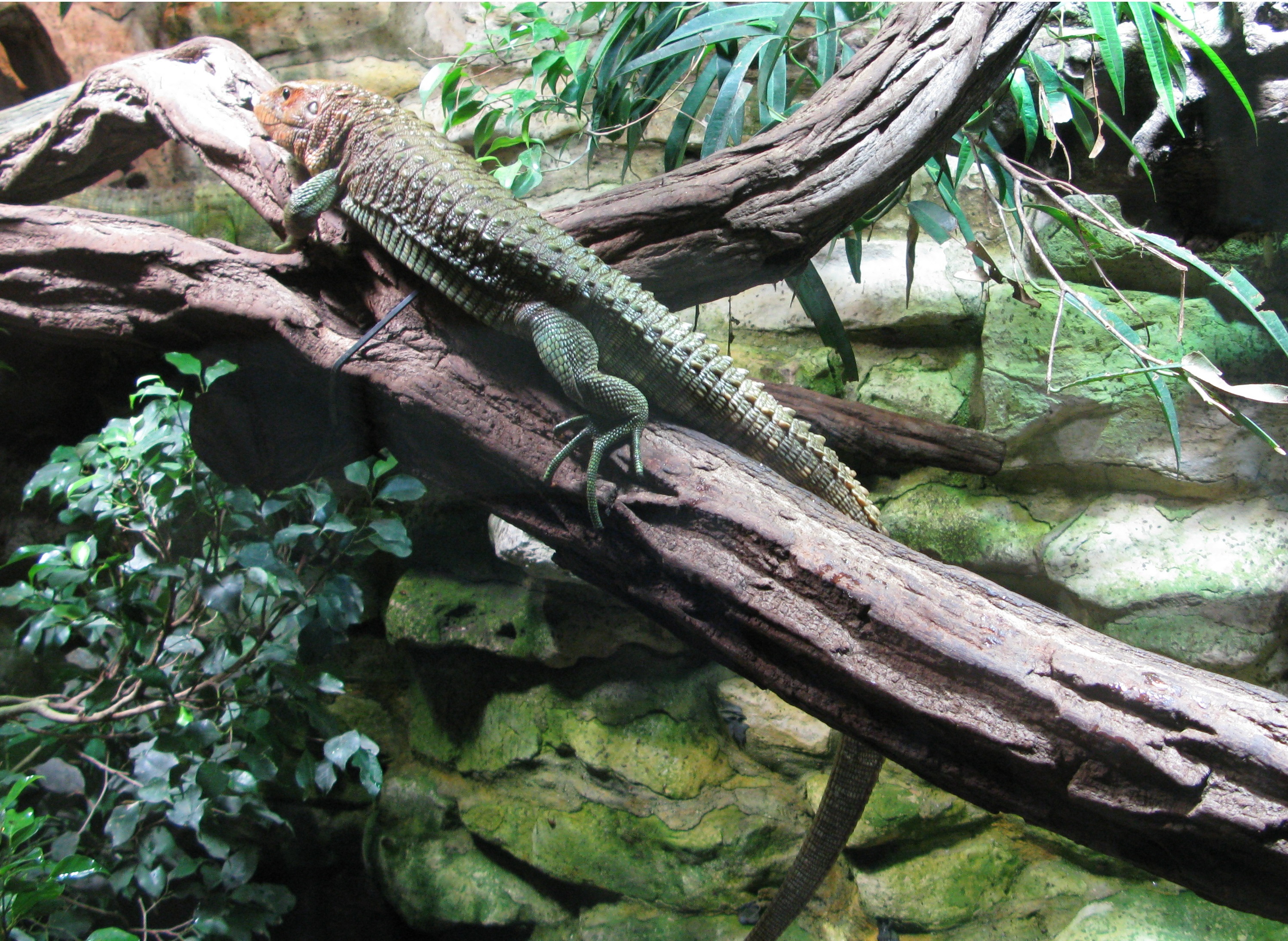
Fotografia de Dracaena guianensis (Jacuruxi) no Zoológico de Praga.

## Habitat, hábitos e alimentação
É um lagarto semi-aquático e diurno, que habita planícies inundadas sazonalmente, pântanos, pequenos riachos e lagos, onde é encontrado na água, no solo próximo à água ou em galhos de árvores baixas; também sendo encontrados em ambientes próximos ao homem (periantrópicos); caçando principalmente caramujos aquáticos de concha grossa (como os do gênero Pomacea) e usando suas enormes e poderosas mandíbulas para esmagá-los com suas dentições de formato molar.